# Cercis occidentalis
Cercis occidentalis Torr. ex A.Gray è un piccolo albero o arbusto della famiglia delle Fabacee (o Leguminose), noto come albero di Giuda occidentale o albero di Giuda della California.
È facilmente riconoscibile quando è in fioritura da marzo a maggio, quando è coperto da piccoli fiori rosa e viola.

## Descrizione
Cercis occidentalis ha rami sottili e lucidi e foglie cuoriformi brillanti. Le foglie possono cambiare di colore (di solito oro o rosso) in base al clima o all'altitudine.

I fiori sono rosa brillante o magenta, e crescono a grappoli in tutto l'arbusto, rendendolo molto colorato.
I baccelli sono sottili e marroni e sono lunghi 8 cm circa.

## Distribuzione e habitat
Si trova in tutto il sud-ovest americano, dalla California allo Utah e all'Arizona.

## Usi
Cercis occidentalis viene coltivato come pianta ornamentale nei giardini e per le alberature stradali. È molto resistente alla siccità. Viene coltivato anche nei giardini naturali.